# コモチヒキガエル
コモチヒキガエル（Nectophrynoides viviparus）は、両生綱無尾目ヒキガエル科コモチヒキガエル属に分類されるカエル。

## 分布
タンザニア

## 形態
最大体長3.5センチメートル。体色は黄褐色で、黒色斑が入る。
眼から吻端までの長さ（吻長）は眼径よりもやや長い。鼓膜は眼径の約3分の1の大きさで不明瞭。耳腺や後肢の水かきはない。

## 生態
標高1,350 - 2,800メートルにある森林や竹林、草原の林縁などに生息する。
食性は動物食で、昆虫を捕食する。
繁殖形態は胎生。卵はメスの体内で孵化してから幼生は卵黄で成長し、幼体を産む。

## 人間との関係
分布域が20,000平方キロメートル未満と限定的で、木材の伐採や農地や宅地開発による生息地の破壊が懸念されている。